# Округ Брумфилд (Колорадо)
Брумфилд (енгл. Broomfield County) је округ у америчкој савезној држави Колорадо. По попису из 2010. године број становника је 55.889. Седиште округа је град Брумфилд.

## Демографија
Према попису становништва из 2010. у округу је живело 55.889 становника.
| Група             | 2010.          |
| Белци             | 44.358 (79,4%) |
| Афроамериканци    | 587 (1,1%)     |
| Азијати           | 3.407 (6,1%)   |
| Хиспаноамериканци | 6.216 (11,1%)  |
| Укупно            | 55.889         |